# Allison Bates
Allison Bates (6 augustus 1995) is een voormalig Brits langebaanschaatsster.
Tot 31 juli 2016 bezat Bates de Canadese nationaliteit.

## Records

### Persoonlijke records[4]
| Afstand    | Tijd    | Datum            | Baan    |
| ---------- | ------- | ---------------- | ------- |
| 500 meter  | 40,30   | 25 november 2016 | Calgary |
| 1000 meter | 1.19,33 | 27 november 2016 | Calgary |
| 1500 meter | 2.04,95 | 6 januari 2016   | Calgary |
| 3000 meter | 4.50,62 | 24 november 2013 | Calgary |